# Ferdinando Tetamo
Ferdinando Tetamo, detto anche Ferdinando da San Fratello (in latino: Ferdinandus Tetamo o Ferdinandus Tetamus) (San Fratello, 13 luglio 1725 – 1784), è stato un teologo e gesuita italiano.

## Biografia
Nato a San Fratello, o secondo altre fonti a Palermo, definito anche panormitano, entrò presto nell'ordine dei Gesuiti. Nel 1779 scrisse un'opera dotta sulle feste mobili dell'anno civile, dal titolo Diarium Liturgico-Theologico Morale sive Sacri Ritus, Institutiones Ecclesiasticae Morumque Disciplina, mentre nel 1784 dette alle stampe il seguito, Diarium liturgico-theologico-morale annus ecclesiastus, sulle feste stabili dell'anno ecclesiastico .
Ferdinando Tetamo fu anche promotore della ricostruzione di San Fratello dopo la rovinosa frana avvenuta nel 1754.
Il fratello minore, o forse nipote, il gesuita Benedetto Tetamo (Palermo, 1745 - Venezia, 1803) fu autore del De vero cultu et festo SS. Cordis Iesu adversus C. B. commonitoriam dissertationem apologeticum pubblicato a Venezia nel 1772.

## Opere
- Diarium liturgico-theologico-morale, sive Sacri ritus, institutiones ecclesiasticæ morumque disciplina, Venezia 1779
- Diarium liturgico-theologico-morale annus ecclesiastus, Venezia 1784